# Muzio Gallo
Muzio Gallo (ur. 15 kwietnia 1721 w Osimo, zm. 13 grudnia 1801 w Viterbo) – włoski kardynał.

## Życiorys
Urodził się 15 kwietnia 1721 roku w Osimo, jako syn Giulia Gallo i Anny Francesci Ripanti. Studiował na La Sapienzy, gdzie uzyskał doktorat utroque iure. Następnie został referendarzem Trybunału Obojga Sygnatur i protonotariuszem apostolskim. 22 września 1770 roku przyjął święcenia diakonatu. 14 lutego 1785 roku został kreowany kardynałem prezbiterem i otrzymał kościół tytularny Sant’Anastasia. Tego samego dnia został biskupem Viterbo, a następnie przyjął święcenia prezbiteratu i 11 kwietnia – sakrę. W trakcie rewolucji francuskiej papież nakazał zorganizować mu ośrodek dla księży-uchodźców, pochodzących z okupowanych terenów. Gdy miasto zostało opanowane przez wojska napoleońskie, kardynał pozostał na stanowisku, wspomagając mieszkańców. W 1798 roku uratował życie 30 Francuzom, którym mieszkańcy Viterbo grozili śmiercią. Zmarł tamże 13 grudnia 1801 roku.